# Isoxya yatesi
Isoxya yatesi là một loài nhện trong họ Araneidae.
Loài này thuộc chi Isoxya. Isoxya yatesi được M. Emerit miêu tả năm 1973.